# Paul Johann Anselm von Feuerbach
Paul Johann Anslem von Feuerbach (n. 14 noiembrie 1775, Hainichen, Turingia, Sfântul Imperiu Roman – d. 29 mai 1833, Frankfurt am Main, Confederația Germană) a fost un jurist, filozof și judecător german.

## Viața
La 20 de ani a devenit profesor universitar. Câștigând confidența și încrederea regelui Bavariei, a fost însărcinat cu elaborarea unui nou cod penal bavarez. Timp de mai mulți ani a fost președinte al unei Curți de Apel, calitate care i-a permis să investigheze și să ia decizii în cazuri judiciare, oferindu-i ocazii numeroase pentru observație atentă și cercetare minuțioasă. Astfel, a devenit interesat de povestea ciudată a vieții lui Kaspar Hauser, care a făcut senzație la nivel internațional în epocă. După cum mărturisește autorul, într-o scrisoare către directorul Hitzig, la Berlin, cazul lui Kaspar Hauser a fost „pentru ani buni, primul și cel mai important obiect al cercetărilor, al observațiilor și al solicitudinii mele; și, de asemenea, extrem de interesant pentru mine ca om, ca personaj literar, și ca servitor al statului.”

## Opera
Lucrarea Remarcable Criminal Trials a fost bine primită în Anglia.  În prefața cărții Kaspar Hauser: The Foundling of Nuremberg, traducătorul, Earl Stanhope, notează că lucrarea Remarcable Criminal Trials merită să fie lăudată pentru acuratețea relatării faptelor, pentru descrierea personajelor și pentru eleganța și frumusețea stilului. Earl Stanhope a fost un prieten personal al autorului.

## Lucrări
- Anti-Hobbes, oder über die Grenzen der bürgerlichen Gewalt und das Zwangsrecht der Unterthanen gegen ihre Oberherren, Gießen 1798;
- Merkwürdige Kriminalrechtsfälle, Gießen 1808.